# Pseudooczko
Pseudooczko (łac. pseudoculus, l. mn. pseudoculi lub pseudocellus l. mn. pseudocelli) – nazwa struktur anatomicznych przypominających oczy, ale pełniących inną funkcję. Występują u kilku grup stawonogów.

## Skąponogi
U skąponogów pseudooczka są parzystymi narządami zlokalizowanymi na głowie. Mają postać płytkich zagłębień wypełnionych płynną substancją i przykrytych przezroczystym oskórkiem. Doprowadzone są do nich nerwy z protocerberum. Przez część badaczy utożsamiany z narządem Tömösváry’ego

## Pierwogonki
U części pierwogonków na głowie występują pseudooczka, służące jako narząd wrażliwy na wilgotność otoczenia.

## Przyślepkowate
U skoczogonków z rodziny przyślepkowatych (Onychiuridae) pseudocelle rozlokowane są nie tylko na głowie, ale także na grzbietowej i w mniejszej liczbie brzusznej stronie innych segmentów ciała. Przybierają formę kolistych otworów w oskórku zasłoniętych cienką, chitynową błoną. Błona ta chroniona jest z zewnątrz zwróconymi ku środkowi, zazębionymi chitynowymi żeberkami. Pseudocelle otoczone są grubszymi ziarnami skórnymi.